# Fórmula floral
En botànica, la fórmula floral és una manera de representar simbòlicament l'estructura d'una flor mitjançant l'ús de lletres, nombres i altres signes. Típicament, s'utilitza la fórmula floral per representar les característiques morfològiques de les flors d'una determinada família de plantes, més que d'una espècie en particular. Les següents són el símbols més utilitzats:
K ó Ca= calze; per exemple, Ca⁵ = indica que la flor té 5 sèpals.

C = corol·la; per exemple, Co3(x) = significa que els pètals es presenten en un nombre que és múltiple de 3.

Z = s'agrega si la corol·la és zigomorfa. Exemple, KZ⁶ = indica una corol·la zigomorfa amb 6 pètals

A = androceu, per exemple, A∞ = significa que presenta molts estams

G = gineceu; així, G(3)1∞ = indica un gineceu d'ovari súper (per això la "G" està subratllada), compost per 3 carpels units entre si (per això el nombre tres es posa entre parèntesis), amb un sol lòcul i nombrosos òvuls per lòculs. La quantitat de lòculs de l'ovari s'indica com subíndex del nombre de carpels, el nombre d'òvuls per lòculs s'indica amb l'exponent.
|  |